# Maison natale de Léonard de Vinci
Pour les articles homonymes, voir Vinci.
La maison natale de Léonard de Vinci (casa natale di Leonardo da Vinci, en italien) est une maison-musée de style casa colonica, du hameau italien Anchiano, à 3 km au nord-est de Vinci, et 40 km à l'ouest de Florence, en Toscane en Italie. Lieu de naissance de Léonard de Vinci (1452-1519), un musée lui est dédié depuis 2012.

## Historique
Cette ferme médiévale de style casa colonica, est implantée en milieu rural, sur un vaste domaine de collines vallonnées de vignoble du Chianti (région) (productrice de chianti (DOP)), et d'oliveraie du Monte Albano, de la Villa del Ferrale, de la seigneurie des seigneurs Masetti.

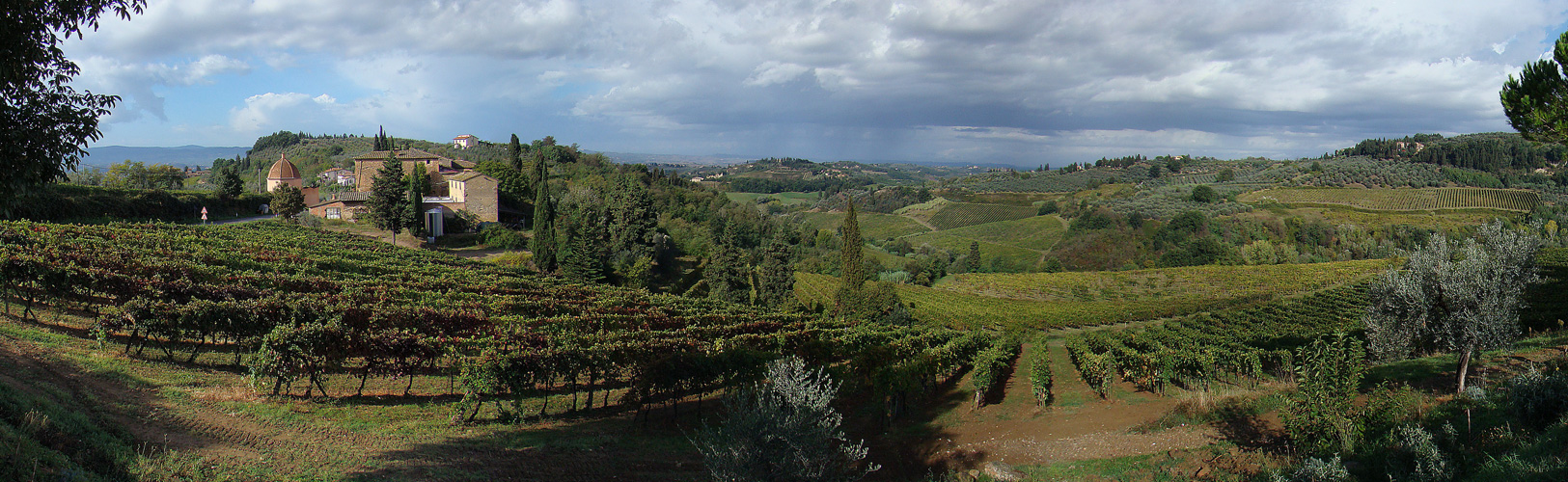
Paysage vallonné typique d'oliveraies et de vignobles de Montalbano et du Chianti en Toscane

## Léonard de Vinci
La naissance de Léonard de Vinci, le 15 avril 1452, dans cette maison où il passe son enfance, est issue d'une tradition ancienne incertaine mais acceptée par l'historien Emanuele Repetti (it) dans son Dizionario geografico fisico storico della Toscana. Les armoiries au-dessus de la fenêtre, d'or, à trois pals de gueules avec un lion casqué comme support, sont celles de la famille de son père Piero da Vinci (1427-1504) (importante famille de notables propriétaires fonciers de la région).

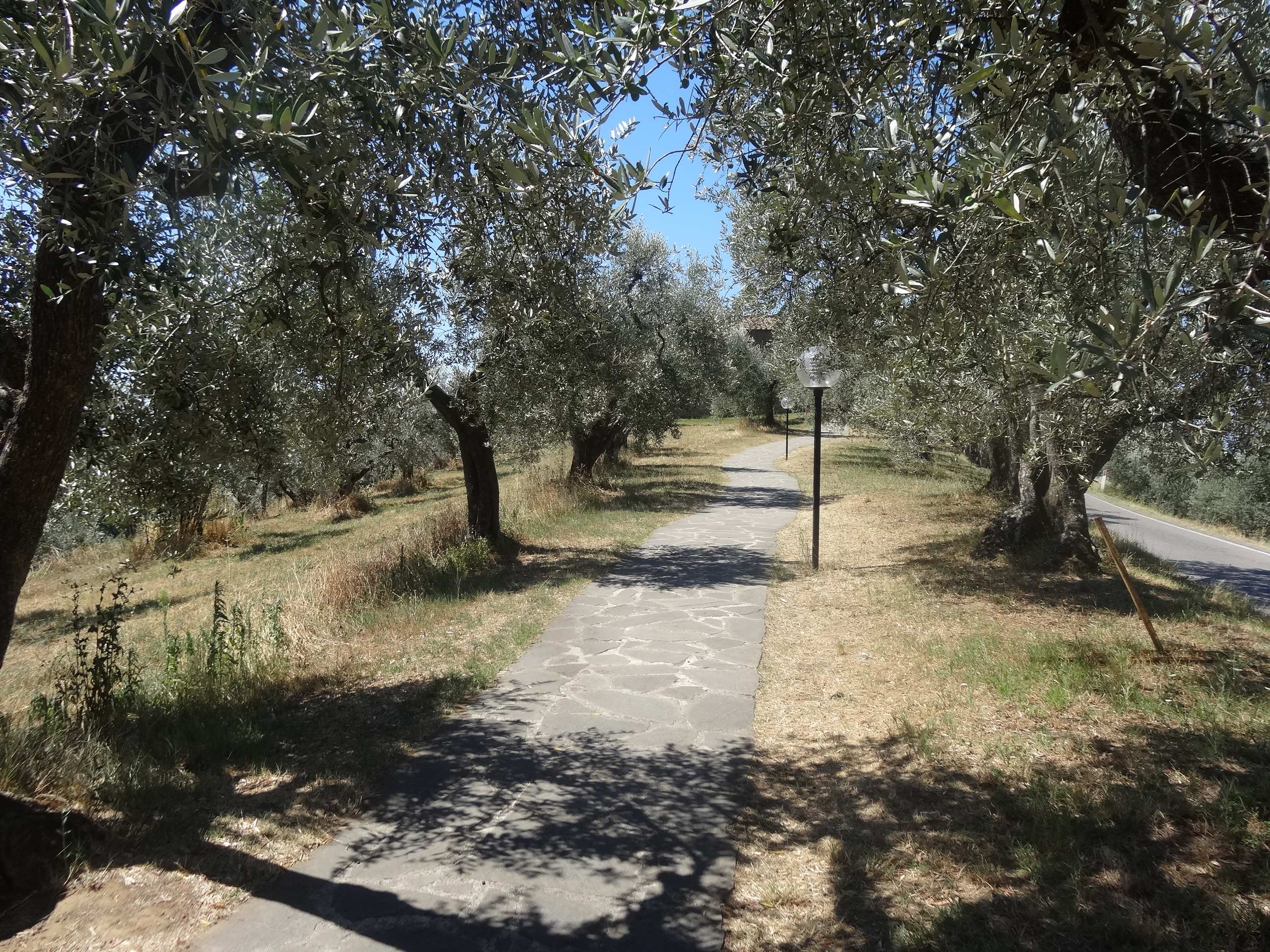
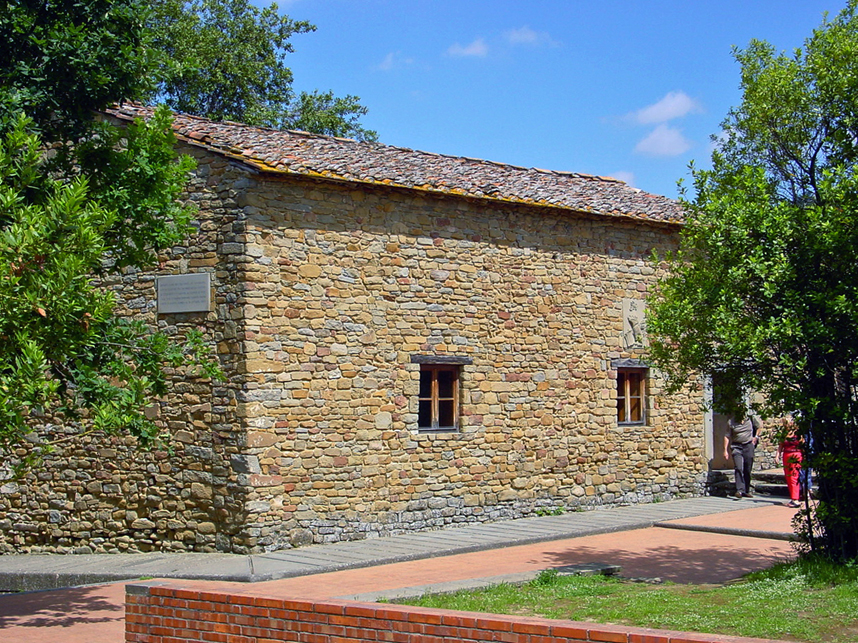
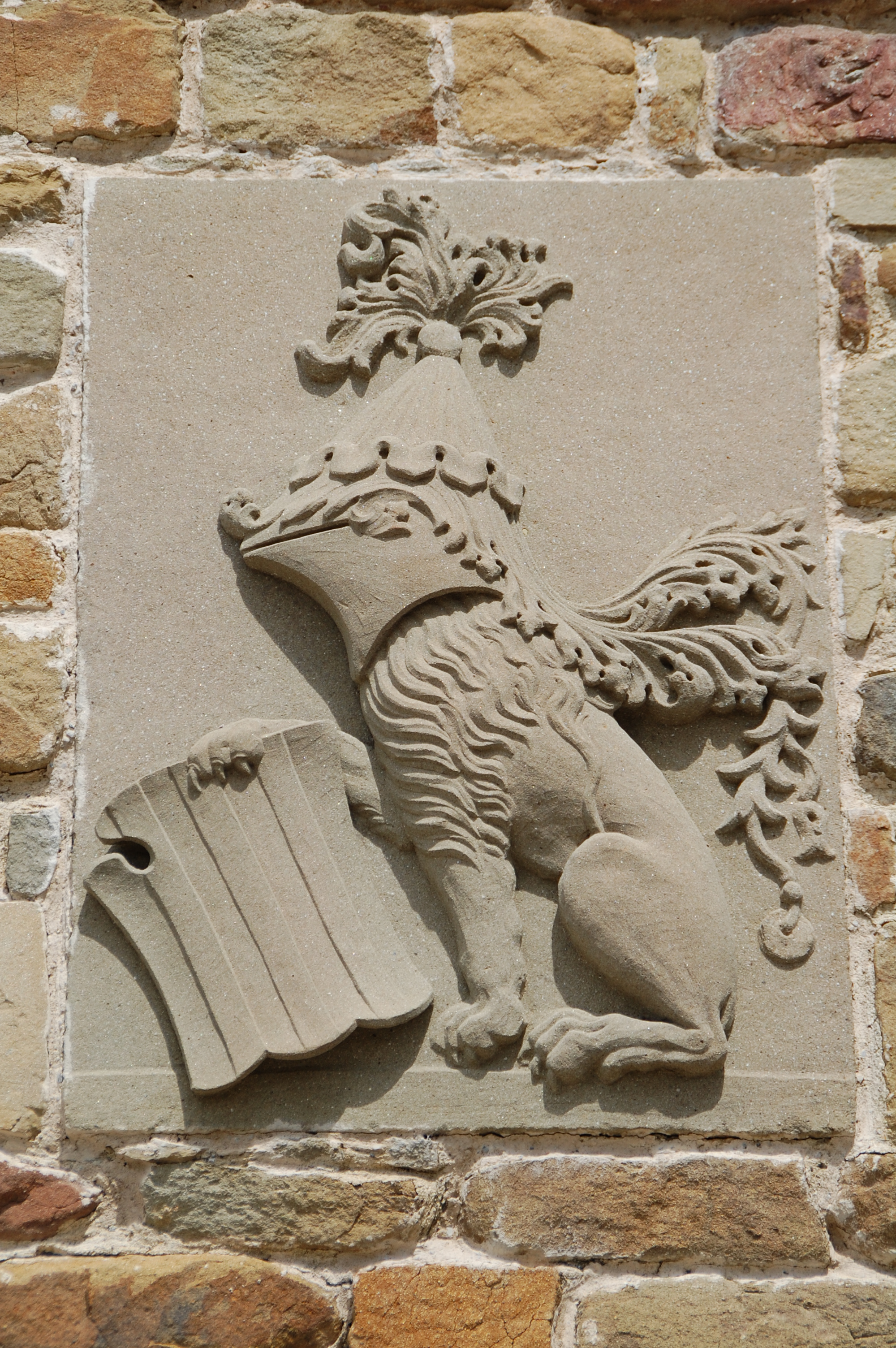

Les paysages toscans typiques alentour, semblables à ceux du XVe siècle, sont une source d'inspiration importante de nombreux dessins de paysages et de l’œuvre artistique de Léonard de Vinci.

## Musées
Le 22 juin 2012, ce lieu symbolique de la relation entre l'artiste et sa ville, transformé en espace didactique (et prétendue maison natale) ouvre ses portes au public après une restauration minutieuse grâce au mécénat d'IBM italia. Le complexe muséal modernisé invite à mieux connaître l'histoire de ce personnage, ses liens intimes avec Vinci et le territoire du Montalbano, source d'inspiration de nombreux dessins de paysages et d'études léonardiennes,.

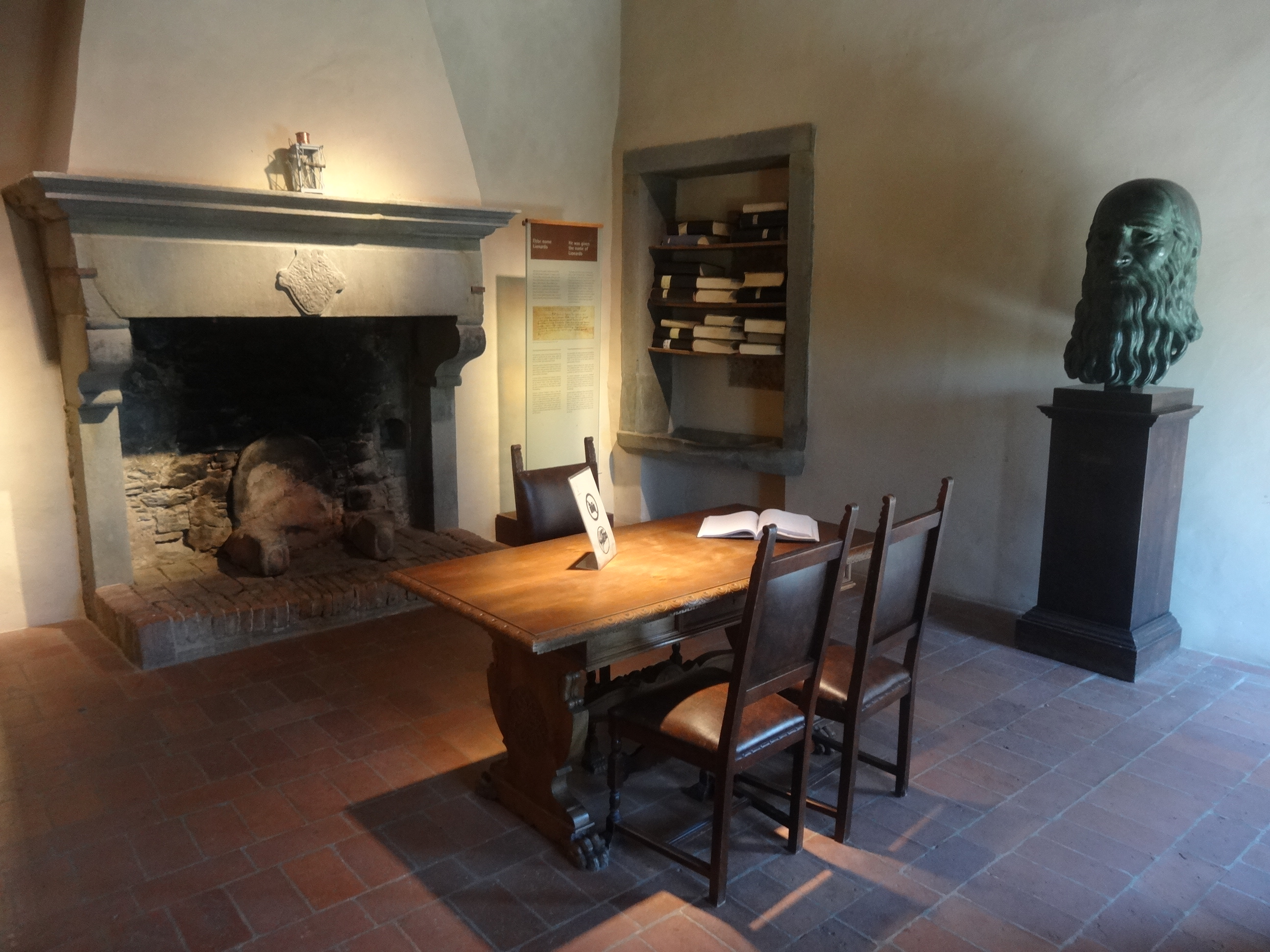
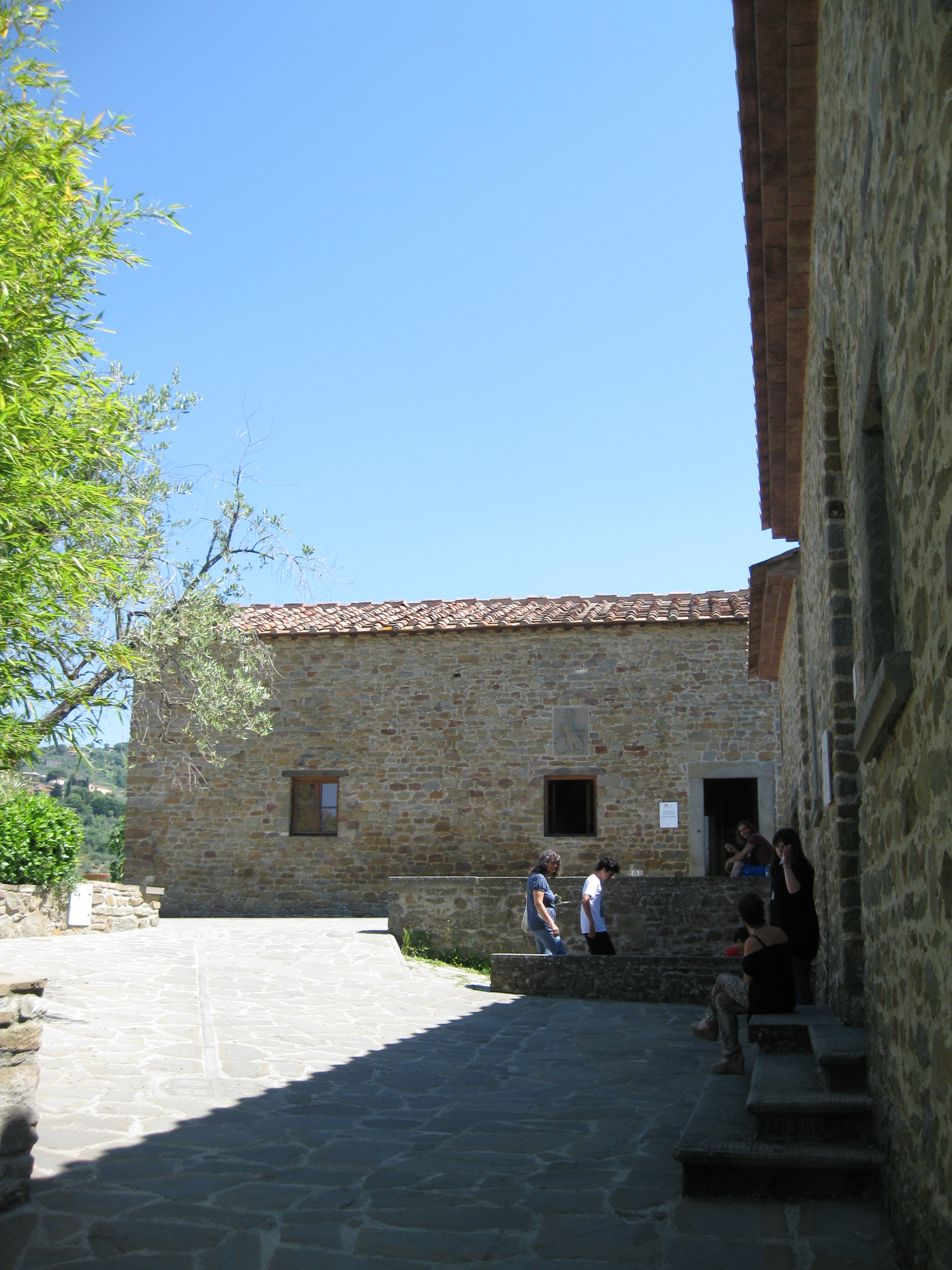
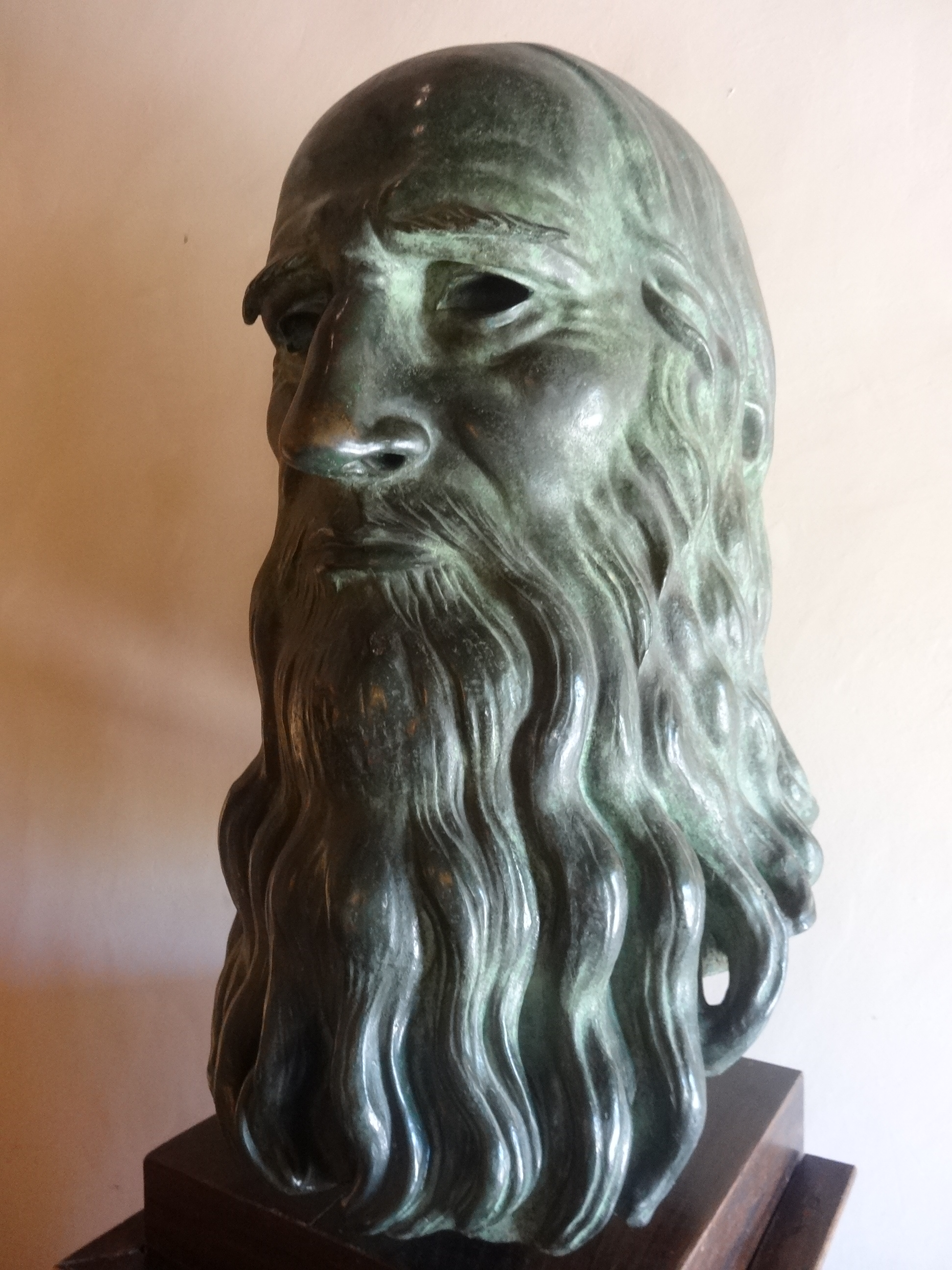

Un autre Musée Léonard de Vinci (Vinci) est ouvert le 15 avril 1953, dans la commune voisine de Vinci.

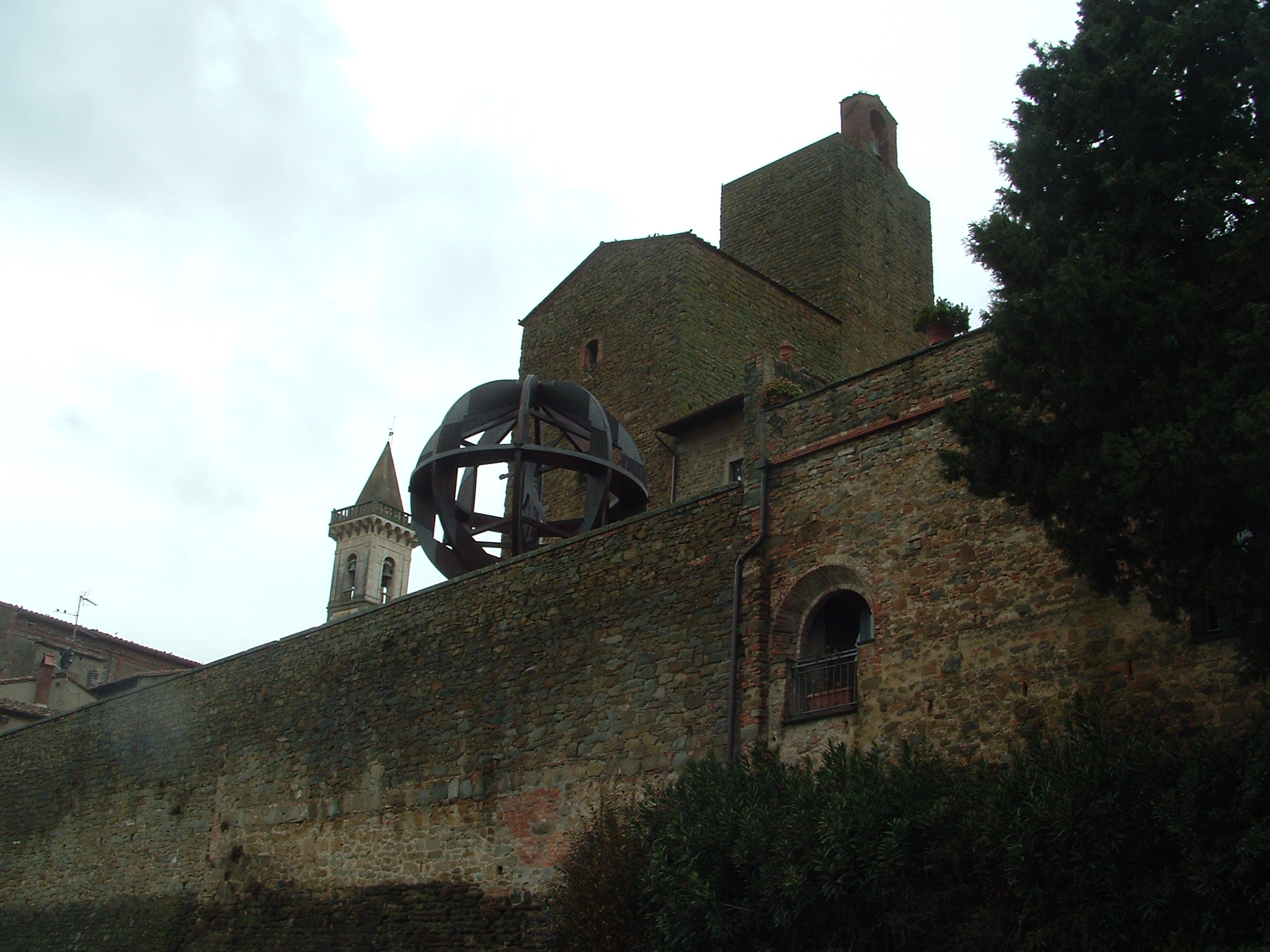
Musée Léonard de Vinci (Vinci)

## Autres musées
- Musée Galilée de Florence
- Musée Léonard de Vinci de Florence
- Musée des sciences et des techniques Léonard de Vinci de Milan
- Château du Clos Lucé, et Château d'Amboise d'Amboise en Indre-et-Loire

## Sources
- (it) Cet article est partiellement ou en totalité issu de l’article de Wikipédia en italien intitulé « Casa natale di Leonardo » (voir la liste des auteurs).